# Klimt (Film)
Klimt ist ein Filmdrama aus dem Jahr 2006 von Regisseur und Drehbuchautor Raúl Ruiz über den Jugendstilmaler Gustav Klimt.
Der Film existiert von Anfang an in zwei Versionen, die bei seiner Vorführung auf der Berlinale 2006 beide zu sehen waren: Eine 98-minütige Version des Studios und ein 131-minütiger Director’s Cut. In die weltweite Kinoauswertung gelangte allerdings allein die gekürzte Fassung, und auch die 2006 erschienenen Heimvideoversionen beinhalteten zunächst nur diese Fassung. Erst 2007 erschien in Deutschland eine limitierte 2-Disc-Special-Edition-DVD mit dem längeren Director’s Cut.

## Handlung
Gustav Klimt liegt auf dem Sterbebett und wird von seinem Freund und Schüler Egon Schiele gezeichnet. Im Fieberwahn fantasiert der Maler aus seinem Leben und die um seine Person und Bilder entstandenen Skandale. Dies geschieht nicht in biographisch korrekter Beschreibung, sondern mittels Innenansichten und Traumbildern Klimts, die dessen Freigeist zum Ausdruck bringen.
Auch finden die Bilder seiner Kollegen und Vertrauten und zum Beispiel der Beginn der Filmkunst ihren Niederschlag in diesem Psychogramm über das Wien der Jahrhundertwende. Die distanziert offene Beziehung zu Emilie Flöge wird ebenso thematisiert wie die zahlreichen Affären des Malers, sein freundschaftliches Verhältnis zu Egon Schiele und seine Auseinandersetzungen mit der Wiener Secession. Das ausschweifende und teils faszinierende Leben Klimts zwischen Paris und Wien, seine Konflikte mit der Wiener Gesellschaft und seine Skandale werden treffend zum Ausdruck gebracht. Der Film gleicht einem Bilderrahmen seiner Zeichnungen. Er zeigt das Dasein in erotischen Bildern und philosophischen Diskussionen, in denen Klimt durch sein Leben wandelt und sich von den Musen seiner Bilder beglücken lässt. Der Film ist weniger ein Porträt als vielmehr eine Allegorie.

## Kritik
„Der chilenische Filmemacher Raoul Ruiz hat keine Biografie des österreichischen Malers Gustav Klimt gedreht, sondern eine Phantasmagorie, die an Arthur Schnitzlers erträumte Romane erinnert: Spiegelbilder von rätselhafter, verschwommener Schönheit aus dem dekadenten Wien vor dem Ersten Weltkrieg. Auf dem Todeslager im Krankenhaus inmitten kriegsversehrter Soldaten tauchen im erlösenden Bewusstsein des Künstlers […] Szenen aus Klimts Leben auf, erotische Motive ebenso wie akademische Streitigkeiten. Ein Fest fürs Auge mit einer Prachtentfaltung von Farben und Ornamenten, die ohne jede erzählerische Logik auskommt.“

„Raoúl Ruiz hat sich für seine aus des Künstlers Sterbebett heraus erzählte Biografie Klimt ganz vehement für die Gedankenbocksprünge des Protagonisten entschieden – mit dem Effekt, dass etwas zwar hübsch Anzusehendes, inhaltlich aber völlig Unzusammenhängendes entstanden ist; die Amerikaner haben dafür bereits das Wort ‚Bilderbogen‘ aus dem Deutschen entlehnt. So manche Szene ist wie auf dem kostbaren Mosaikgrund von Gustav Klimts Jugendstil-Gemälden errichtet.“

„Raoúl Ruiz, ein Intellektueller des Kinos, hatte mit Klimt anscheinend eine Dekadenzfantasie im Sinn, eine Studie über die Wende vom 19. zum 20. Jahrhundert, als nicht nur die Sprache modrig wurde, sondern auch die Bilder zu zerfließen begannen. […] Auch die Politik wird darin einbezogen, denn Klimt trifft immer wieder auf einen ‚Sekretär‘, der zuerst für die österreichische Botschaft in Paris arbeitet, später für das Finanzministerium in Wien. Diese ephemere Persönlichkeit steht für die Zudringlichkeit des österreichischen Staats gleichermaßen wie für dessen phantasmatische Unerreichbarkeit. […] An dem Bild der Sexualität aus Stanley Kubricks letztem Film Eyes Wide Shut scheint auch John Malkovich sich zu orientieren – wo alles Allegorie ist, bleibt der Spaß auf der Strecke.“

## Auszeichnung
- Der Film erhielt 2007 von der FBW das Prädikat „Wertvoll“.[6]